# ميغيل أنخيل هويرتا
ميغيل أنخيل هويرتا (بالإسبانية: Miguel Ángel Huerta)‏ مواليد 1 أكتوبر 1978 في ولاية مكسيكو، المكسيك، هو ملاكم محترف مكسيكي يصنف ضمن فئة وزن الوسط.

## إحصائيات
خاض خلال مسيرته 43 نزالا، فاز في 28 وتعادل في 1 وخسر في 14. فاز بالضربة القاضية في 18 نزالا.

## روابط خارجية
- ميغيل أنخيل هويرتا على موقع بوكس ريك (الإنجليزية) (registration required)